# Des, ubi consistam, caelum terramque movebo
Des, ubi consistam, caelum terramque movebo лат. (изговор: дес, уби консистам, целум терамакве мовебо). Дај гдје да станем покренућу небо и земљу. (Архимед)

## Тумачење
Велики старогрчки математичар  и филозоф  Архимед у изреци преведеној на латински језик каже: дај ми упориште, па ћу полугом подићи небо и земљу.